# Meg Foster

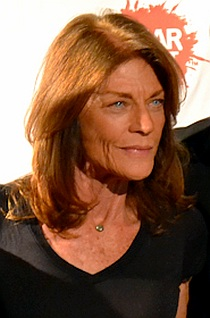
Meg Foster (2013)

Meg Foster (* 10. Mai 1948 in Reading, Pennsylvania) ist eine US-amerikanische Schauspielerin.

## Leben und Karriere
Nach ihrer Schauspielausbildung an Sanford Meisners renommierter Neighborhood Playhouse School of the Theatre in New York City war Meg Foster zunächst am Theater tätig. Im Jahr 1982 erhielt sie nach der Absage von Loretta Swit, die im Pilotfilm gespielt hatte, die Hauptrolle der Polizistin Christine Cagney in der Fernsehserie Cagney & Lacey. Noch ehe die Serie sich schließlich als weltweiter Erfolg herausstellen konnte, beschlossen die Produzenten nach sechs Folgen, Meg Foster durch Sharon Gless und damit durch eine vermeintlich „femininere“ Darstellerin zu ersetzen, da ihnen die Kombination der beiden „stark“ wirkenden Frauen Meg Foster und Tyne Daly zu Spekulationen über die sexuelle Ausrichtung der Hauptfiguren Anlass zu geben schien. Damit war Meg Fosters bis dahin beste Chance auf den Durchbruch zum Star zunichtegemacht.
Ihre außergewöhnlich blassblauen, fast transparent wirkenden Augen führten zu zahlreichen Rollen als blinde, verletzliche Schönheit (z. B. in dem TV-Film Killer frei Haus von 1983). Sie war jedoch aus dem gleichen Grund auch einsetzbar als unheimliches Sektenmitglied (Das süße Wort Verheißung von 1981, der ihr eine Nominierung für den Genie Award einbrachte), als gewissenlose Geschäftsfrau (Leviathan von 1989), als humanoider Alien (Star Trek: Deep Space Nine: The Muse von 1996) und als Cyborg (Alien Desperados von 1994). In der Filmversion von Masters of the Universe gab sie 1987 neben Dolph Lundgren und Frank Langella die Evil-Lyn. Im Science-Fiction-Thriller Sie leben! (1988) von John Carpenter hat sie eine Rolle, die sich schlussendlich als Verräterin herausstellt. In dem Horrorfilm Stepfather II (1989) musste sie sich hingegen als Immobilienmaklerin gegen ihren mordlustigen Ehemann in spe verteidigen. Ihre späteren Filmrollen hatte sie zumeist in B-Movies; einen größeren Auftritt hatte sie 2017 im Horrorfilm Jeepers Creepers 3.
Foster ist seit Jahrzehnten eine vielgebuchte Gastdarstellerin in Fernsehserien. In den 1970er Jahren war sie unter anderem in Bonanza, Mannix und Die Straßen von San Francisco zu sehen; in den 1980ern in Miami Vice und Mord ist ihr Hobby. Es folgten Auftritte in Emergency Room – Die Notaufnahme, Zurück in die Vergangenheit und Star Trek: Deep Space Nine. Sie stellte zwischen 2013 und 2016 die Rolle der Mrs. Grunwald in der Serie Pretty Little Liars dar und war in dieser wiederkehrenden Rolle auch im Spin-off Ravenswood zu sehen.
Fosters Blick war in so vielen Filmen das wesentliche Qualitätsmerkmal, dass der Kritiker Joe Bob Briggs sie einmal als „die Cruella De Vil des Drive-In-Films“ bezeichnete, eine Anspielung auf die Schurkin aus dem Disney-Film 101 Dalmatiner.
Foster war mit dem Schauspieler Stephen McHattie verheiratet.

## Filmografie (Auswahl)
- 1973, 1974: Barnaby Jones (Fernsehserie, 3 Folgen)
- 1973; 1976: Hawaii Fünf-Null (Hawaii Five-O, Fernsehserie, 2 Folgen)
- 1974: Arrow Beach (Welcome to Arrow Beach)
- 1974: Die Straßen von San Francisco (The Streets of San Francisco, Fernsehserie, Folge 4x08: Spur des Schreckens)
- 1977: Washington: Hinter verschlossenen Türen (Washington: Behind closed doors, Miniserie)
- 1978: Beziehungsweise andersrum (A Different Story)
- 1979: Der scharlachrote Buchstabe (The Scarlet Letter, Miniserie)
- 1980: Jahrmarkt (Carny)
- 1980: Das Guyana-Massaker (Guyana Tragedy: The Story of Jim Jones)
- 1981: Cagney & Lacey (Fernsehserie, 6 Folgen)
- 1981: Das süße Wort Verheißung (Ticket to Heaven)
- 1983: Killer frei Haus (Desperate Intruder, Fernsehfilm)
- 1983: Das Osterman Weekend (The Osterman Weekend)
- 1985: Der Smaragdwald (The Emerald Forest)
- 1985: Twilight Zone (Fernsehserie)
- 1985: Mord ist ihr Hobby (Murder She wrote, Fernsehserie, Folge 2x03)
- 1987: Masters of the Universe
- 1987: The Wind (Edge of Terror)
- 1988: Sie leben (John Carpenter’s They Live)
- 1988: Miami Vice (4x19 „Blut und Rosen“)
- 1988: Die Bill Cosby Show (4x21 „Miniurlaub“)
- 1989: Leviathan
- 1989: Blinde Wut (Blind Fury)
- 1989: Stepfather II
- 1992: Shadowchaser
- 1992: Jagt den Killer (To Catch a Killer, Fernsehfilm)
- 1993: Das Grauen kennt keine Grenzen (Hidden Fears)
- 1993: Best of the Best 2 – Der Unbesiegbare (Best of the Best 2)
- 1994: Hollywood Madam (Lady In Waiting)
- 1995: Badlands (Oblivion 2: Backlash)
- 1997: Tödlicher Verdacht (Deep Family Secrets, Fernsehfilm)
- 1998: Der Mann in der eisernen Maske (The Man in the Iron Mask)
- 1999: The Minus Man
- 2004: Coming Up Easy
- 2011: Sebastian
- 2012: The Lords of Salem
- 2013: The Mentalist (Fernsehserie, Folge 5x21)
- 2013–2016: Pretty Little Liars (Fernsehserie, 5 Folgen)
- 2013–2014: Ravenswood (Fernsehserie, 7 Folgen)
- 2015: The Originals (Fernsehserie, 5 Folgen)
- 2016: 31
- 2017: Twin Peaks (Fernsehserie)
- 2017: Jeepers Creepers 3
- 2018: Um Gnade musst Du flehen (Any Bullet Will Do)
- 2022: Hellblazers
- 2022: The Accursed
- 2024: Masters of the Universe – Revolution (Fernsehserie, Stimme)